# Cardiocondyla schulzi
Cardiocondyla schulzi (лат.) — вид мелких муравьёв рода Cardiocondyla из подсемейства мирмицин (Myrmicinae). Индия (Керала). Название дано в честь энтомолога A. Schulz, собравшего типовую серию.

## Описание
Длина около 2 мм. Основная окраска тела коричневая. Отличается от близких видов следующими признаками: петиоль очень низкий, в профиль с плоским выпуклым утолщением; голова короткая (соотношение длины и ширины CL/CW 1,167—1,199); мезосома на всей поверхности скульптурирована; сегменты стебелька с более мелким и тонким ретикулумом, чем на мезосоме, узлы иногда слегка блестящие. Базальная часть первого тергита блестящая, без или только с едва заметным микроретикулумом. Опушение на всем теле довольно длинное и густое. Цвет головы, мезосомы и талии однотонно тёмно-коричневый. Вид был впервые описан в 1935 году, а его валидный статус подтверждён в ходе ревизии, проведённой в 2022 году немецким мирмекологом Б. Зейфертом (Bernhard Seifert; Зенкенбергский музей). Вместе с C. minutior, C. goa и другими эти виды отнесены к видовой группе Cardiocondyla minutior Group, для которой характерны признаки: голова удлинённая с довольно высоким постокулярным индексом и узким лобком, метанотальная впадина слабая или отсутствует, проподеальные шипы короткие, постпетиоль с плоским стернитом и низкий, опушение на первом тергите брюшка довольно длинное и плотное.